# Sottospecie estinte di uccelli
Di seguito è riportata una lista di sottospecie di uccelli estintesi in tempi storici.
L'estinzione di sottospecie è un evento molto relativo, poiché si è soliti considerare le specie nel loro insieme piuttosto che le popolazioni locali.
Viene riportato il nome scientifico, il nome comune e la data approssimativa dell'estinzione.

## Struthioniformes
- Apteryx owenii iredalei – kiwi maculato minore dell'Isola del Nord (1890)
- Dromaius novaehollandiae diemenensis – emù della Tasmania (1860)
- Struthio camelus syriacus – struzzo arabo (1966)

## Tinamiformes
- Crypturellus (erythropus) saltuarius – tinamo di Magdalena (1980?)
- Tinamus osgoodi hershkovitzi – tinamo nero di Huila (1985?)

## Anseriformes
- Anas cyanoptera borreroi – alzavola cannella di Borrero (2000?)
- Anas georgica niceforoi – codone beccogiallo di Niceforo (1955)
- Anas gibberifrons remissa – alzavola di Rennell Island (1959)
- Anas strepera couesi – canapiglia di Washington Island (1880)
- Branta hutchinsii asiatica – oca canadese minore di Bering (1929)

## Galliformes
- Francolinus francolinus billypayni – francolino nero turco (1965)
- Francolinus francolinus ssp. – francolino siciliano (1869)
- Numida meleagris sabyi – faraona marocchina (1980)
- Perdix perdix italica – starna italiana (1990)
- Tympanuchus cupido cupido – gallo di prateria del New England (1932)
- Tympanuchus phasianellus hueyi – tetraone a coda fine del Nuovo Messico (1954)

## Charadriiformes
- Coenocorypha aucklandica barrierensis – beccaccia dell'Isola del Nord (1870)
- Coenocorypha aucklandica iredalei – beccaccia dell'Isola del Sud (1964)
- Prosobonia cancellata cancellata – cavaliere di Christmas (XIX secolo?)
- Turnix selvatica suluensis – quaglia tridattila minore di Tawitawi (XX secolo)
- Turnix varia novaecaledoniae – quaglia tridattila scura della Nuova Caledonia (1910)

## Gruiformes
- Amaurolimnas concolor concolor – rallo unicolore della Giamaica (1890)
- Ardeotis arabs lynesi – otarda marocchina (1993)
- Coturnicops noveboracensis goldmani – (1960)
- Dryolimnas cuvieri abbotti – rallo a gola Bianca di Assumption (XX secolo)
- Gallirallus philippensis macquariensis – rallo striato di Macquarie (1880)
- Gallirallus philippensis ssp. – rallo striato dell'isola Raoul (XIX secolo?)
- Grus antigone luzonica – gru antigone di Luzon (1960)
- Gymnocrex plumbeiventris intactus – rallo intatto (XX secolo?)
- Lewinia pectoralis cleleandi – rallo di Lewin dell'Australia occidentale (1938)
- Lewinia pectoralis exsul – rallo di Lewin di Flores (XX secolo?)
- Porzana cinerea brevipes – schiribilla dal sopracciglio bianco di Iwo Jima (1915)
- Porzana pupilla mira – schiribilla di Baillon del Borneo (XX secolo?)
- Rallus semiplumbeus peruvianus -  rallo peruviano (XX secolo?)

## Ciconiiformes
- Bostrychia olivacea rothschildi o B. bocagei rotschildi – ibis olivaceo di Principe (1995?)
- Nycticorax caledonicus crassirostris – nitticora di Bonin (1890)

## Pelecaniformes
- Anhinga rufa chantrei – aninga levantina (1990?) – riscoperto
- Sula dactylatra tasmani – sula della Tasmania (1790?)

## Pterocliformes
- Pterocles exustus floweri – pterocle del Fayyum (1940)

## Columbiformes
- Columba janthina nitens – colombaccio giapponese delle Ogasawara (1985)
- Columba palumbus maderensis – colombaccio di Madeira (1918)
- Columba vitiensis godmanae – piccione metallico di Lord Howe (1853)
- Columba vitiensis ssp.  – piccione metallico delle Tonga (XVIII secolo?)
- Ducula carola nigrorum – piccione imperiale a collo grigio di Negros (XX secolo)
- Gallicolumba criniera bartletti – colomba pugnalata di Basilan (1960?)
- Gallicolumba erythroptera albicollis  - colomba terrestre polinesiana a testa bianca (XX secolo)
- Gallicolumba jobiensis chalconota – colomba terrestre di Vella Lavella (1980?)
- Gallicolumba luzonica rubiventris – colomba pugnalata di Catanduanes (1990?)
- Hemiphaga novaeseelandiae spadicea – kereru di Norfolk (1860)
- Hemiphaga novaeseelandiae ssp.– kereru di Raoul (XIX secolo)
- Ptilinopus porphyraceus marshallianus – colomba frugivora di Ebon (XIX secolo?)
- Ptilinopus rarotongensis byronensis – colomba frugivora di Mauke (1890)

## Psittaciformes
- Amazona vittata gracilipes – amazzona di Culebra (1900)
- Aratinga chloroptera maugei – conuro di Porto Rico (1890)
- Aratinga pertinax griseipecta – conuro di Sinù (1950?)
- Cyanoramphus erythrotis erythrotis – pappagallo corona di fuoco di Macquarie (1891)
- Cyanoramphus novaezelandiae subflavescens – pappagallo a fronte rossa di Lord Howe (1870)
- Eclectus roratus westermani – ecletto di Westerman (1900?)
- Eos histrio challengeri – lori di Challenger (1910?)
- Eos histrio histrio – lori rossoblù delle Sangir (1997)
- Loriculus philippensis siquijorensis – lori pipistrello di Siquijor (1992)
- Psittacula eques eques – parrochetto di Réunion (1750)

## Cuculiformes
- Centropus phasianinus mui – cuculo fagiano di Timor (XX secolo?)
- Centropus toulou assumptionis – cuculo di Assumption (1920)
- Coua cristata maxima – coua crestata maggiore 1980)
- Crotophaga sulcirostris pallidula – ani dal becco ricurvo di Cabo San Lucas (1940)
- Neomorphus geoffroyi maximiliani – cuculo a ventre rosso di Bahìa (1960)

## Accipitriformes
- Accipiter francesii pusillus – sparviero di Anjouan (1958)
- Falco peregrinus furuitii – falco pellegrino delle Ogasawara (1945)
- Haliaeetus pelagicus niger – Aquila di mare coreana (1950)
- Milvus milvus fasciicauda – nibbio di Capo Verde (2000)

## Strigiformes
- Athene cunicularia amaura – civetta delle tane di Antigua (1905)
- Athene cunicularia guadeloupensis – civetta delle tane di Guadalupa (1890)
- Megascops nudipes newtoni – assiolo delle Isole Vergini (1860)
- Micrathene whitneyi graysoni – civetta nana di Socorro (1970)
- Ninox novaeseelandiae albaria – ulula di Lord Howe (1955)
- Ninox novaeseelandiae undulata – ulula di Norfolk (1996)
- Otus rufescens burbidgei – assiolo rossiccio di Sulu (1950)
- Phodilus badius riverae – gufo di baia di Samar (XX secolo)
- Tyto novaehollandiae troughtoni – barbagianni delle caverne (1960)
- Tyto rosenbergii pelengensis – barbagianni di Peleng (1940)
- Tyto sororcula cayelii - barbagianni di Buru (1940?)

## Caprimulgiformes
- Eurostopodus mystacalis exsul – succiacapre dal ciuffo a gola Bianca della Nuova Caledonia (1960)

## Apodiformes
- Collocalia whiteheadi whiteheadi – balestruccio di Witehead di Luzon (XX secolo?)
- Sephanoides fernandensis leyboldi – colibrì corona di fuoco di Alejandro Selkirk (1908)

## Coraciiformes
- Alcedo euryzona euryzona – martin pescatore a bande blu di Giava (1950)
- Alcedo pusilla aolae – martin pescatore minore di Guadalcanal
- Ceyx fallax sangirensis – martin pescatore nano di Sangihe (1998?)
- Ceyx lepidus malaitae – martin pescatore variabile di Malaita
- Ispidina madagascariensis dilutus – martin pescatore pigmeo di Sakarha (1980?)
- Penelopides panini ticaensis – bucero di Ticao (1972)
- Todiramphus gambieri gambieri – martin pescatore di Mangareva (1922)
- Todiramphus tutus – martin pescatore di Rarotonga (1984?)

## Piciformes
- Brachygalba lugubris phaeonota – jacamar di Todd (1980?)
- Capito hypoleucus carrikeri – capitone dalla gualdrappa di Botero (1960)
- Capito hypoleucus hypoleucus – capitone dalla gualdrappa settentrionale (1960)
- Colaptes cafer rufipileus – picchio dorato di Guadalupa (1910)
- Meiglyptes tristis tristis – picchio striato giavanese (1920)

## Passeriformes

### Pittidae
- Pitta anerythra nigrifrons – pitta faccia near di Choiseul (XX secolo?)
- Pitta anerythra pallida – pitta faccia near di Bougainville (1945)

### Tyrannidae
- Lathrotriccus euleri flaviventris o ‘'Empidonax euleri johnstonei'’ – pigliamosche di Euler di Grenada (1952)
- Polystictus pectoralis bogotensis – tiranno barbuto di Bogotà (XX secolo?)
- Pyrocephalus rubinus dubius – pigliamosche vermiglio di San Cristòbal (1980?)

### Furnariidae
- Cranioleuca pyrrhophia rufipennis – coda spinosa coronato settentrionale (1960?)
- Upucerthia dumetaria peruana – fornaio dalla gola a scaglie peruviano (XX secolo?)

### Formicariidae
- Grallaria gigantea lehmanni – formicaria gigante settentrionale (1945?)

### Pardalotidae
- Acanthiza pupilla archibaldi – uccello spinoso di King Island (1970?)
- Dasyornis broadbenti littoralis – uccello setoloso occidentale (XX secolo)

### Petroicidae
- Drymodes superciliaris colcloughi – pettirosso di boscaglia del Roper River (oggi non considerata sottospecie ma popolazione)

### Cinclosomatidae
- Cinclosoma punctatum anachoreta – tordo quaglia maculato del Monte Lofty (1984)

### Dicruridae
- Clytorhynchus vitiensis powelli – averla di Manu'a (1990?)
- Clytorhynchus nigrogularis sanctaecrucis – averla di Nendo (1930?)
- Hypothymis coelestis rabori – monarca celestiale di Negros (1960?)
- Pomarea mendozae mendozae – monarca di Hiva Oa (1978)
- Rhipidura fuliginosa cervina – coda a ventaglio di Lord Howe (1925)
- Rhipidura rufifrons uraniae – coda a ventaglio rossiccio di Guam (1984)

### Campephagidae
- Coracina coerulescens altera – averla cuculo nera di Cebu (1999?)
- Coracina coerulescens deschauenseei – averla cuculo nera di Maridunque (1980?)
- Coracina striata cebuensis – averla cuculo a ventre striato di Cebu (1908)
- Coracina tenuirostris edithae – uccello delle cicas di Maros (1960)
- Lalage leucopyga leucopyga – trillatore codalunga di Norfolk (1942)

### Oriolidae
- Oriolus xanthonotus assimilis – oriolo a gola nera di Cebu (XX secolo)

### Corvidae
- Corvus corax varius morpha leucophaeus – corvo pezzato o corvo delle Faroer (1948)

### Callaeidae
- Callaeas cinerea cinerea – kokako dell'Isola del Sud (1960?)

### Regulidae
- Regulus calendula obscurus  - regolo dalla corona rossa di Guadalupa (XX secolo?)

### Hirundinidae
- Tachycineta euchrysea euchrysea – rondine dorata giamaicana (1990?)

### Phylloscopidae
- Phylloscopus canariensis exsul – uccello sarto delle Canarie orientali (1986?)

Cettiidae
- Eremomela turneri kalindei – eremomela di Turner occidentale (1982)
- Urosphena subulata advena – codamozza di Babar (1960)

### Acrocephalidae
- Acrocephalus caffer garretti – cannaiola di Huahine (XIX secolo?)
- Acrocephalus caffer musae – cannaiola di Raiatea (XIX secolo?)
- Acrocephalus familiaris familiaris – mugnaio di Laysan (1910)
- Acrocephalus luscinia astrolabii – cannaiola di Astrolabe (1860?)
- Acrocephalus luscinia nijoi – cannaiola di Aguigan (1997)
- Acrocephalus luscinia yamashinae – cannaiola di Pagan (1970)

### Pycnonotidae
- Ixos siquijorensis monticola – bulbul dal petto striato di Cebu (XX secolo)
- Pycnonotus nieuwenhuisii inexspectatus – bulbul dai bargigli blu di Sumatra (XX secolo?)

### Cisticolidae
- Apalis chariessa chariessa – apalide alibianche settentrionale (1962?)

### Sylviidae
- Sylvia melanocephala/momus norissae – silvia del Fayyum (1940)
- Trichocichla rufa clunei – usignolo zampelunghe di Vanua Levu (XX secolo?)

### Zosteropidae
- Apalopteron familiare familiare – occhiocotto di Mukojima (1930)
- Zosterops conspicillatus conspicillatus – occhiocotto pezzato di Guam (1983)
- Zosterops mayottensis semiflava – occhiocotto dai fianchi marroni delle Seicelle (XIX secolo)

### Timaliidae
- Chrysomma altirostre altirostre – usignolo birmano di Jerdon (1945)
- Malacocincla sepiarium vanderbilti – usignolo di Vanderbilt (XX secolo?)
- Napothera macrodactyla lepidopleura – cannaiola maggiore giavanese (1950?)

### Macrosphenidae
- Sylvietta leucophrys chapini – silvia minore di Chapin (XX secolo?)

### Panuridae
- Panurus biarmicus kosswigi – basettino turco (1970)

### Troglodytidae
- Salpinctes obsoletus exsul – scricciolo di roccia di San Benedicto (1952)
- Thryomanes bewickii brevicauda – scricciolo di Bewick di Guadalupa (1890?)
- Thyromanes bewickii leucophrys – scricciolo di Bewick di San Clemente (1940)
- Troglodytes aedon guadeloupensis – scricciolo di Guadalupa (1980?)
- Troglodytes aedon martinicensis – scricciolo di Martinica (1890)
- Troglodytes troglodytes orii – scricciolo delle Daito (1940)

### Paridae
- Periparus ater phaeonotus – cincia mora dei Monti Zagros (1900)
- Poecile varia orii – cincia varia delle Daito (1986)

### Cinclidae
- Cinclus cinclus olympicus – merlo acquaiolo di Cipro (1950)

### Muscicapidae
- Rhinomyias colonus subsolanus – pigliamosche di giungla dalla coda henné di Celebes (XX secolo?)
- Saxicola dacotiae murielae – saltimpalo di Chinijo (1910)

### Turdidae
- Cichlherminia lherminieri sanctaeluciae – merlo di foresta di St. Lucia (1980)
- Myadestes elisabeth retrusus – passero solitario dei pini (1936?)
- Turdus poliocephalus mareensis – tordo di Maré (1939)
- Turdus poliocephalus poliocephalus – tordo di Norfolk (1975)
- Turdus poliocephalus pritzbueri – tordo di Lifou (XIX secolo)
- Turdus poliocephalus vinitinctus – tordo di Lord Howe (1920)
- Turdus olivater caucae – tordo dal cappuccio nero di Cauca (XX secolo?)
- Zoothera cameronensis kibalensis – tordo terrestre dalle orecchie nere di Kibale (1980?)
- Zoothera heinei choiseuli – tordo a coda rossa di Choiseul (1940?)
- Zoothera mendeni mendeni – tordo rossonero di Peleng (XX secolo)

### Mimidae
- Allenia fusca atlantica – mimo dal petto a scaglie di Barbados (1990)

Estrildidae
- Neochmia ruficauda ruficauda – diamante codarossa meridionale (2000)

### Ploceidae
- Ploceus reichardi ruweti – tessitore mascherato di Ruwet (XX secolo?).

### Fringillidae
- Carpodacus mexicanus mcgregori – ciuffolotto messicano di San Benito (1940)
- Himatione sanguinea freethi – apapane di Laysan (1923)
- Loxops coccineus ochraceus – akepa di Maui (1988)
- Loxops coccineus wolstenholmei akepa di Oahu (1990)
- Paroreomyza montana montana – alauahio di Lanai (1937)

### Icteridae
- Icterus leucopteryx bairdi – oriolo di Grand Cayman (1940)

### Thraupidae
- Calyptophilus tertius abbotti – tanagra occidentale della Gonâve (1980?)
- Calyptophilus frugivorus frugivorus – Tanagra orientale di Samanà (1983?)
- Geospiza magnirostris magnirostris – fringuello terrestre maggiore di Darwin (1957?)
- Loxigilla portoricensis grandis – ciuffolotto di Saint Kitts (1930)

### Emberizidae
- Aimophila ruficeps sanctorum – passero dal capo rossiccio di Todos Santos (1973)
- Ammodramus maritimus nigrescens – passero marittimo nero (Florida, 1987)
- Pipilo maculates consobrinus – toui maculato di Guadalupa (1900)